# Pinang Gading
Pinang Gading is een bestuurslaag in het regentschap Tanjung Jabung Barat van de provincie Jambi, Indonesië. Pinang Gading telt 915 inwoners (volkstelling 2010).